# Биксты
Би́ксты (латыш. Biksti) — населённый пункт в южной части Латвии, расположенный в Бикстской волости Добельского края. До 1 июля 2009 года входил в состав Добельского района.
Является центром Бикстской волости. Расстояние до Добеле — 21 км, до Риги — 86 км. По данным на 2015 год, в населённом пункте проживало 263 человека.

## История
Современное поселение находится на территории, некогда принадлежавшей Бикстскому поместью (Bixten). Ранее называлось Гриезес и Яунбиксти.
В советское время населённый пункт был центром Бикстского сельсовета Добельского района. В селе располагался колхоз «Биксты».
В Биксты имеются: несколько магазинов, Бикстская основная школа, Бикстская волостная библиотека, дом культуры, фельдшерский и акушерский пункты, почтовое отделение.